# .tg
.tgは国別コードトップレベルドメイン（ccTLD）の一つで、西アフリカに位置するトーゴに割り当てられている。
登録者に制限はないが、トーゴ国外での利用はほとんどない。
2008年現在、ウェブ上のWHOISは提供されているが、登録サイトでのオンラインでの登録は行われていない。
登録サイトはトーゴで使われているフランス語表記のみである。英語や日本語表記はない。